# Campeonato de Fútbol de Costa Rica 1941
El Campeonato de Fútbol de 1941, fue la edición número 21 de Liga de Fútbol de Costa Rica en disputarse, organizada por la FEDEFUTBOL.
Alajuelense consigue su tercer título de forma invicta y es el único equipo hasta el momento que en un solo campeonato ganó todos sus encuentros. Además hace su debut el equipo de la Universidad de Costa Rica, bajo el nombre de Universidad Nacional, tras un decreto firmado por el entonces presidente de la República, el Dr. Rafael Ángel Calderón Guardia.

## Equipos Inscritos
| Provincia | N.º | Equipos                                                        |
| --------- | --- | -------------------------------------------------------------- |
| San José  | 4   | La Libertad, Gimnástica Española, Orión y Universidad Nacional |
| Alajuela  | 1   | Alajuelense                                                    |
| Cartago   | 1   | Cartaginés                                                     |
| Heredia   | 1   | Herediano                                                      |

## Formato del Torneo
Se varió el formato para esta temporada y se realizó sólo una vuelta, donde jugaron todos contra todos.

## Tabla de posiciones
| Equipo | Pts. | PJ | PG | PE | PP | GF | GC | Dif. |
| --- | ---- | -- | -- | -- | -- | -- | -- | ---- |
| Alajuelense | 12   | 6  | 6  | 0  | 0  | 19 | 7  | +12  |
| La Libertad | 8    | 6  | 4  | 0  | 2  | 19 | 14 | +5   |
| Orión | 7    | 6  | 3  | 1  | 2  | 17 | 12 | +5   |
| Cartaginés | 5    | 6  | 2  | 1  | 3  | 8  | 15 | -7   |
| Gimnástica Española | 4    | 6  | 2  | 0  | 4  | 15 | 19 | -4   |
| Universidad Nacional | 4    | 6  | 1  | 2  | 3  | 18 | 22 | -4   |
| Herediano | 2    | 6  | 1  | 0  | 5  | 14 | 21 | -7   |
| Pts. – Puntos; PJ – Partidos Jugados; PG - Partidos Ganados; PE - Partidos Empatados; PP - Partidos Perdidos; GF – Goles a Favor; GC – Goles en Contra; Dif. – Diferencia de Goles |      |    |    |    |    |    |    |      |

|  |                   |
|  | Campeón Nacional. |

| Campeón Alajuelense 3° título |

Planilla del Campeón: Luis Salas, Tomás Alfaro, Rodrigo Romero, Rogelio Fernández, Jorge Rojas, Héctor Cordero, Álvaro Rojas, José Riggioni, José Rojas, Ramón Arroyo, Salvador Soto, Carlos Arroyo, Antonio Castro, Mario Riggioni, Fernando Paniagua

## Goleadores
| Jugador      | Equipo              | Goles |
| ------------ | ------------------- | ----- |
| José Cordero | Gimnástica Española | 7     |
| Jesús Araya  | Orión               | 7     |

## Torneos
| Predecesor: Campeonato 1940 | Liga de Fútbol de Costa Rica Campeonato 1941 | Sucesor: Campeonato 1942 |